# Bogdan Kobúlov
Bogdán Zajárovich Kobúlov (en georgiano: ბოგდან ქობულოვი; en ruso: Богда́н Заха́рович Кобу́лов; Tiflis, 1 de marzo de 1904-Moscú, 23 de diciembre de 1953) fue un miembro de alto rango del aparato de seguridad y policía soviético, GPU, después NKVD, durante el gobierno de Iósif Stalin. 
Formó parte de la denominada “mafia georgiana” de Lavrenti Beria, ministro encargado de la seguridad del estado y jefe supremo de la NKVD de 1938 a 1946. Era el hermano mayor de Amayak Zajárovich Kobúlov. Después de la muerte de Stalin, fue ejecutado junto con su antiguo jefe y padrino, Beria.

## Biografía
Bogdán Kobúlov nació en la capital de Georgia y era hijo de un sastre de origen armenio. Pronto dejó la escuela primaria. Hizo trabajos ocasionales antes de ser reclutado por el Ejército Rojo en 1921. Se afilió al Partido Comunista de la Unión Soviética y entró en la Checa georgiana en 1922, ocupando cargos menores, hasta que Beria lo descubrió en 1931, reclutándolo para el departamento de Política Secreta de la GPU en Georgia. En abril de 1937, durante la Gran Purga, como uno de los asistentes más cercanos a Beria, fue nombrado jefe del Departamento de Política Secreta de la NKVD de Georgia, lo que significaba que estaba a cargo de eliminar a los oficiales asociados con el exjefe de la NKVD, Guénrij Yagoda. Kobúlov llevó a cabo su "liquidación" fuera de los tribunales, sobre la base de una lista recopilada por él y certificada por Beria.
En diciembre de 1938, después de que Beria tomara el control de la NKVD, se llevó a su fiel servidor Kobúlov a Moscú, como jefe de la recién creada Dirección de Investigación del NKVD. En 1940, siendo miembro de la troika del NKVD junto con Vsévolod Merkúlov y Leonid Bashtakov, firmó las órdenes de ejecuciones extrajudiciales de los oficiales polacos prisioneros de guerra en la masacre de Katin.
También estuvo a cargo del caso contra el predecesor de Beria, Nikolái Yezhov. En mayo de 1940, firmó la orden de arresto del escritor Isaak Bábel. Desde 1939, fue miembro suplente del Comité Central del Partido Comunista. Desde abril de 1939, fue jefe del Departamento Económico Principal del NKVD/MGB. En 1944, estuvo involucrado en la deportación masiva de chechenos, tártaros de Crimea, búlgaros, griegos, armenios y otras naciones pequeñas, por lo que recibió la Orden de la Bandera Roja. De 1947 a 1949, fue adjunto de Vasili Sokolovski, jefe supremo de la administración militar soviética en Alemania (zona de ocupación soviética), donde supervisó las actividades de inteligencia soviética para toda Europa del Este ocupada por el Ejército Rojo, todas con el rango de general de ejército.
Después de 1945, fue transferido al Ministerio de Comercio Exterior, pero volvió a los órganos de seguridad como Primer Viceministro del Interior, bajo Beria, tras la muerte de Stalin en marzo de 1953.
Cuando Beria perdió el poder, Kobúlov fue arrestado junto con su jefe el 27 de junio de 1953. Fue declarado culpable de múltiples cargos, incluidos los de traición y espionaje. Condenado a muerte, fue ejecutado el 23 de diciembre de 1953.
Su carrera y su destino recuerdan a los que tuvo otro miembro de la "mafia georgiana", Vsévolod Merkúlov.

## Distinciones
Principales distinciones recibidas por Bogdán Kobúlov:
- Tres veces la Orden de Lenin (1937, 1946, 1949)
- Cinco veces la Orden de la Bandera Roja (1940, 1943, 1944, 1944, 1951)
- Orden de Suvórov (1944)
- Orden de Kutúzov (1945)
- Orden de la Guerra Patria (1945)
- Orden de la Bandera Roja del Trabajo (1948)